# Oecomys trinitatis
Oecomys trinitatis är en däggdjursart som först beskrevs av J. A. Allen och Chapman 1893.  Oecomys trinitatis ingår i släktet Oecomys och familjen hamsterartade gnagare. IUCN kategoriserar arten globalt som livskraftig. Inga underarter finns listade i Catalogue of Life.
Arten blir 11 till 16,5 cm lång (huvud och bål), har en 12,5 till 18 cm lång svans och väger 50 till 82 g. Bakfötterna är 2,5 till 3 cm långa och öronen är 1,7 till 2,0 cm stora. De orangebruna håren på ryggens topp har svarta band vad som ger pälsen ett prickigt utseende. Den svarta skuggan saknas på kroppssidorna och det finns ingen tydlig gräns mot den ljusbruna undersidan. På de bruna öronen förekommer orange hår. Svansen har en mörk ovansida och en likadan eller lite ljusare undersida. Vid svansens slut är håren lite längre och synliga som en liten tofs. Håren på händernas och fötternas ovansida är gråvita.
Denna gnagare förekommer i Central- och Sydamerika. Utbredningsområdet sträcker sig från Costa Rica till centrala Colombia och därifrån i två grenar vidare. Den första grenen går längs Andernas östra sluttningar till gränsen Peru/Bolivia och den andra grenen längs Atlanten till södra Brasilien. Arten finns även på Trinidad och Tobago. Individerna lever i regnskogar och andra skogar. De klättrar i växtligheten och bygger sina bon nära marken. Per kull föds två till fyra ungar.
Oecomys trinitatis äter frukter, frön och insekter.